# Розолина
Розолина (итал. Rosolina) — коммуна в Италии, располагается в провинции Ровиго области Венето.
Население составляет 6303 человека (на 2004 г.), плотность населения составляет 84 чел./км². Занимает площадь 73 км². Почтовый индекс — 45010. Телефонный код — 0426.
Покровителем населённого пункта считается святой Рох. Праздник ежегодно празднуется 16 августа.